# Castellnou de Bages
Castellnou de Bages là một đô thị trong comarca Bages, tỉnh Barcelona, Catalonia, Tây Ban Nha.

Vị trí của Castellnou de Bages